# Felisbelo Firmo de Oliveira Freire
Felisbelo Firmo de Oliveira Freire (Itaporanga d'Ajuda, 30 de janeiro de 1858 — Rio de Janeiro, 8 de maio de 1916) foi um médico, jornalista, historiador e político brasileiro.

## Vida
Completou os seus cursos primário e secundário no Ateneu Sergipense. Formado em medicina pela Faculdade de Medicina da Bahia, em 1882. Voltou a sua terra natal e passou a exercer a sua profissão em Laranjeiras. Foi ministro dos Negócios Estrangeiros na presidência de Floriano Peixoto, de 22 de abril a 30 de junho de 1893 e também ministro da Fazenda, de 30 de abril de 1893 a 18 de agosto de 1894. Foi o primeiro governador de Sergipe na Primeira República Brasileira, de 13 de dezembro de 1889 até 17 de agosto de 1890. Participou da elaboração da Carta Constitucional de 1891. Foi membro efetivo do Instituto Histórico e Geográfico Brasileiro e patrono da Academia Sergipana de Letras, e ocupou a cadeira nº 8. Escreveu vários livros sobre história, geografia e filosofia; e artigos para jornais sergipanos e cariocas.